# Трейлер (транспорт)
Тре́йлер, реже тра́йлер (от англ. trailer — прицеп; по-английски называется lowboy (low loader в британском английском, low-bed в Канаде и Южной Африке или float) — многоосный колёсный прицеп или полуприцеп особой конструкции, предназначенный для перевозки по дорогам (как правило, по шоссе) тяжёлых и крупногабаритных неделимых грузов.
Повсеместно используется для транспортирования специальной (например, строительной) и военной (в частности, использование танковых транспортёров с трейлерами в настоящее время, наряду с перевозкой по железной дороге, является основным способом транспортирования танков по суше) техники, сохраняя её моторесурс и ходовую часть, существенно сокращая сроки её перемещения на значительные расстояния и уберегая от повреждений дорожное покрытие.
Железнодорожным аналогом трейлера является транспортёр.

## Описание конструкции

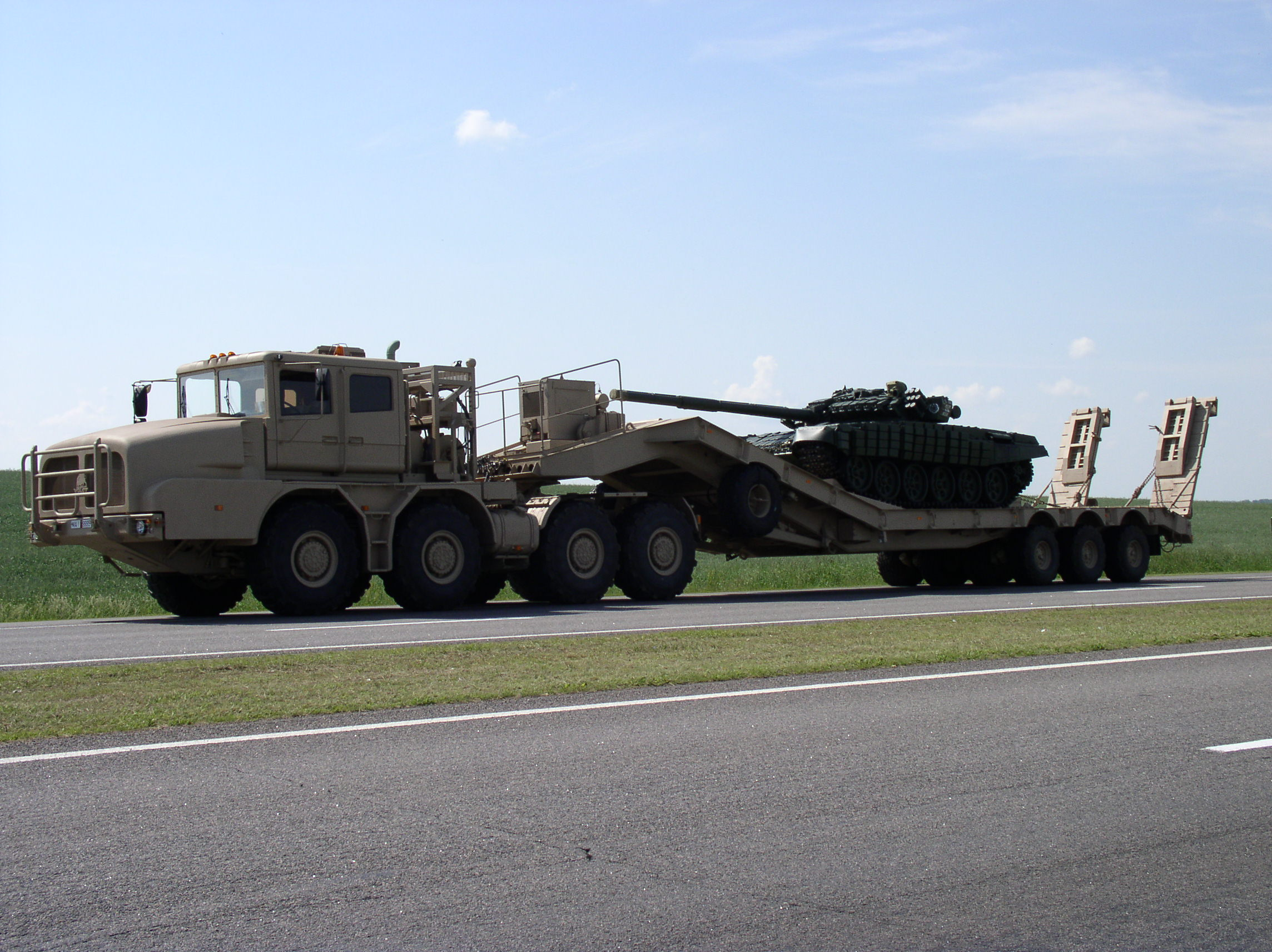
Белорусский тягач (танковый транспортёр) МЗКТ-74135+99942 «Волат», перевозящий основной боевой танк Т-72

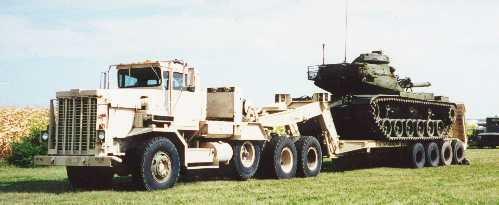
Американский танковый транспортёр Oshkosh M911 с трейлером M747, транспортирующий основной боевой танк M60

Конструкция трейлеров, обусловленная спецификой их применения, существенно отличается от конструкций прицепов большинства других типов.
Для обеспечения минимального удельного давления на дорожное покрытия трейлеры имеют большое количество осей (обычно 3—6) и большое количество колёс, на каждой из осей (2—8). Рама (шасси) трейлера расположена низко над поверхностью земли и имеет ступенчатую форму, на ней размещается безбортовая грузовая платформа с металлическим или комбинированым (метал и дерево) настилом; для закрепления груза на платформе используются такие специальные приспособления, как боковые регулируемые упоры, крюки, растяжки и цепи.
С целью облегчения погрузочно-разгрузочных работ некоторые трейлеры оснащаются дополнительным оборудованием — откидными мостками-трапами, тяговыми лебёдками и т. п., а конструкция некоторых позволяет при помощи гидравлических приводов опускать на грунт всю платформу или один из её концов.
Общая длина трейлеров обычно достигает 10—16 метров. На территории бывшего СССР наиболее распространены трейлеры грузоподъёмностью 20—60 т при собственной массе 8—14 т и количестве осей, равном 2—4; реже применяются большегрузные трейлеры массой до 30 т и грузоподъёмностью 80—100 т. В отдельных случаях, для перевозки особо тяжеловесных и крупных грузов (трансформаторов большой мощности, деталей генераторов, турбин гидроэлектростанций и т. п.) создаются трейлеры грузоподъёмностью 110 т и более. Максимальная скорость передвижения, на которую рассчитаны современные трейлеры, составляет 45—70 км/ч.
Применяется трейлер в комплекте с соответствующим тягачом (либо, в случае особо тяжёлых грузов, с несколькими тягачами, объединёнными в автопоезд).

## Классификация
Наиболее распространенные классификации тяжеловозной прицепной техники (тралов):
1. по грузоподъемности (по массе перевозимого груза):
- легкие (грузоподъемность до 20—25 тонн);
- средние (грузоподъемность от 25 до 45 тонн);
- тяжелые (грузоподъемность от 45 до 110 тонн).
- сверхтяжелые модули, называемый также платформами (грузоподъемность более 100—110 тонн). Используются для транспортировки неделимых спецгрузов (корабли, космические ракеты, сооружения, в том числе старинные здания, и т. п.).

2. по высоте грузовой площадки (погрузочная высота):
- высокорамные (погрузочная высота более 1000 мм);
- низкорамные (погрузочная высота около 850—950 мм);
- с пониженной грузовой платформой (погрузочная высота около 400—700 мм).

3. по типу подвески:
- рессорная, рессорно-балансирная (применяется и на низкорамных, и на высокорамных тяжеловозах);
- пневматическая (в основном применяется на низкорамных тяжеловозах и тяжеловозах с пониженной грузовой платформой);
- гидравлическая (применяется редко, в основном на сверхтяжелых прицепах-тяжеловозах — модулях);
- балансирная (жёсткая безрессорная — применяется редко, на высокорамных тяжеловозах).

4. по количеству осей: (1-, 2-, 3-, 4-, 5-осные и т. д.).
На высокорамных полуприцепах-тяжеловозах применяют, как правило, 2 или 3, реже 4 оси. На низкорамных — от 2 до 7, иногда до 8.